# Lucas Osiander den äldre
Lucas Osiander (kallad den äldre), född den 16 december 1534 i Nürnberg, död den 17 september 1604 i Stuttgart,. var en tysk evangelisk-luthersk teolog, son till Andreas Osiander den äldre, far till Andreas Osiander den yngre, till Johann Osiander och till Lucas Osiander den yngre. 
Osiander, som fram till 1598 var hovpredikant och konsistorialråd i Württemberg, var en mångsidigt verksam teolog samt en framstående predikant och författare. Han deltog bland annat i Maulbronnkollokviet 1564 och var en av författarna till Maulbronnformeln 1576.